# Fondas Imabo-Doorisol/2005
Deze pagina geeft een overzicht van de wielerploeg Fondas Imabo-Doorisol in 2005.

## Algemeen
Sponsor: Imabo Doorisol (bouwmarkt), Fondas
Team manager: Daan Luijkx
Ploegleiders: Cees de Brouwer
Fietsmerk: Jan Janssen

## Renners
| Naam                   | Geboortedatum | Nationaliteit | Ploeg 2004              |
| ---------------------- | ------------- | ------------- | ----------------------- |
| Wally Buurstede        | 19-06-1975    | Nederland     | Geen ploeg              |
| Tom De Meyer           | 31-08-1988    | België        | Neo                     |
| John den Engelsman     | 14-05-1977    | Nederland     | Neo                     |
| François Franse        | 22-01-1965    | Nederland     | Neo                     |
| Pieter Israël          | 17-07-1985    | Nederland     | Neo                     |
| Louis de Koning        | 19-10-1967    | Nederland     | Geen ploeg              |
| Rob Koole              | 15-05-1970    | Nederland     | Neo                     |
| Maarten Mandemakers    | 20-03-1985    | Nederland     | Team Bianchi-Diametal   |
| Guido Mutsaars         | 05-06-1981    | Nederland     | Neo                     |
| Lex Nederlof           | 10-06-1966    | Nederland     | Neo                     |
| Norbert Poels          | 12-04-1983    | Nederland     | Team Bianchi-Diametal   |
| Richard Slabbekoorn    | 24-11-1980    | Nederland     | Van Vliet-EBH Advocaten |
| Raynold Smith          | 20-11-1985    | Zuid-Afrika   | Van Hemert-Eurogifts    |
| Jörgen Vercammen       | 02-06-1984    | België        | Team Bianchi-Diametal   |
| Jean-Pierre Verstraten | 20-09-1979    | Nederland     | Villapark Lingemeer     |
| Jorrit Walgien         | 27-05-1982    | Nederland     | Neo                     |
| Lauran de Winter       | 01-05-1986    | Nederland     | Neo                     |

## Belangrijke overwinningen
| Flèche du Sud 2e etappe: Tom De Meyer |

2005 · 
2006 · 
2007 · 
2008 · 
2009 · 
2010 · 
2011 · 
2012 · 
2013